# Stanstead St Margarets
Stanstead St Margarets is een civil parish in het bestuurlijke gebied East Hertfordshire, in het Engelse graafschap Hertfordshire met 1652  inwoners.